# Immersione sportiva

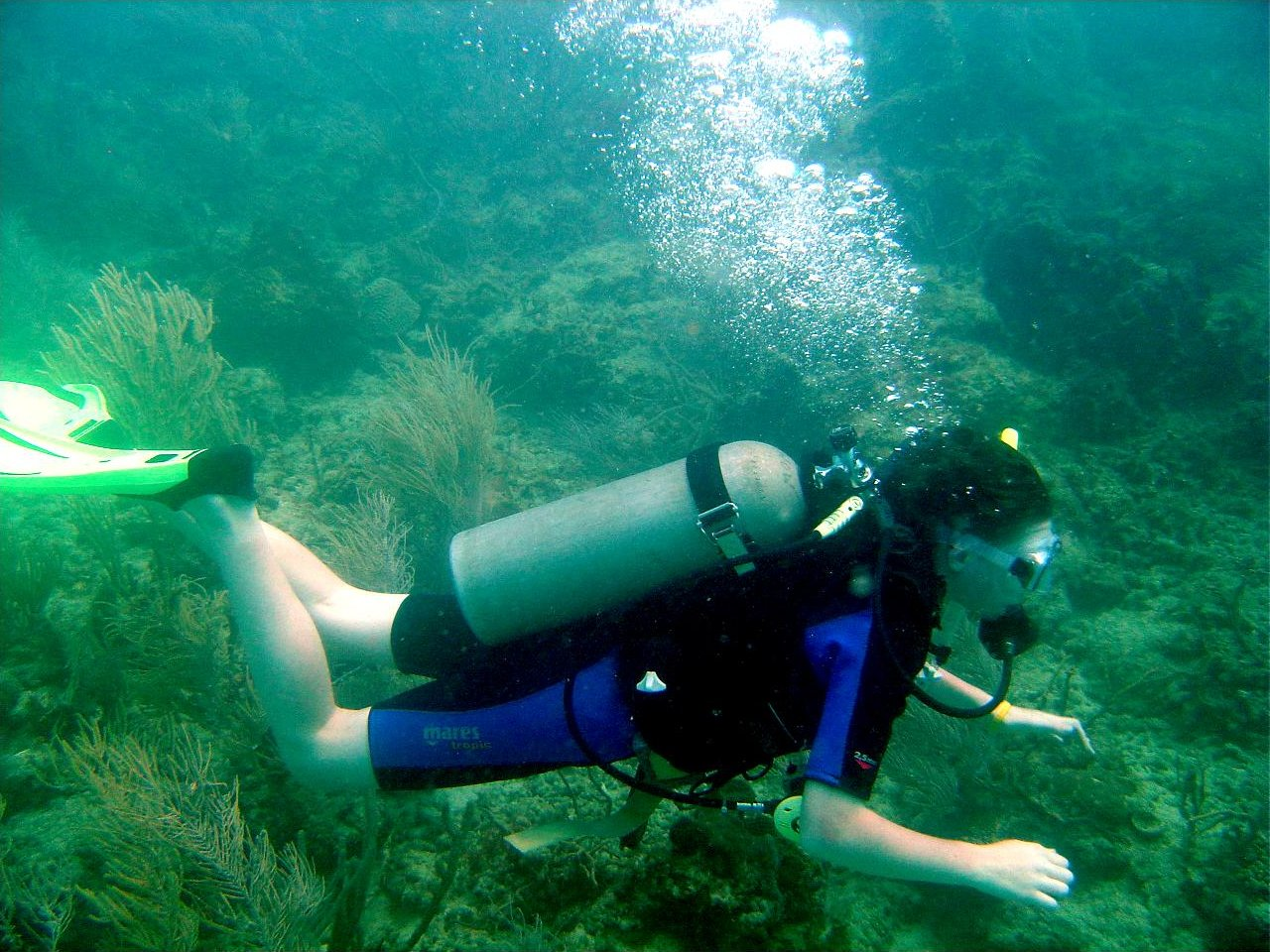
Un subacqueo in immersione.

Una immersione sportiva (detta anche immersione ricreativa) è un tipo di immersione subacquea che utilizza l'attrezzatura per immersioni con scopi ricreativi.
L'ambito di sicurezza, dato dal compiere un'immersione entro i confini (tempi e profondità) di un'immersione senza la necessità di effettuare soste obbligatorie di decompressione, delimita l'immersione sportiva o ricreativa.
L'immersione compiuta oltre questi limiti viene detta "tecnica".
Un ulteriore ambito di sicurezza viene dato dal "sistema di coppia", tipico dell'immersione ricreativa, che si concretizza nell'effettuare l'immersione sempre e comunque affiancati da un compagno.

## Storia
Le immersioni ricreative nascono dallo snorkeling e dalla pesca subacquea. Per lungo tempo le immersioni erano limitate al tempo di apnea, ma l'invenzione dell'aqua-lung nel 1943 da parte di Jacques-Yves Cousteau e la sua successiva commercializzazione diedero il via ad una rivoluzione nel mondo subacqueo. In ogni caso, per la maggior parte degli anni cinquanta e nei primi anni sessanta questo sport era limitato solamente a coloro in grado di approntare la propria attrezzatura e di allenarsi duramente per utilizzarla.
Quando divenne più popolare le case di produzione iniziarono ad interessarsi al potenziale mercato, e l'equipaggiamento iniziò ad essere sempre più pratico e reperibile. Il continuo sviluppo delle tecnologie subacquee, come ad esempio il giubbotto ad assetto variabile, i moderni erogatori, le mute e i computer subacquei aumentarono la sicurezza delle immersioni e il loro comfort, incoraggiando molte persone a praticare questo sport.
Fino ai primi anni cinquanta le Marine e le altre organizzazioni che praticavano immersioni professionali erano le uniche a poter fornire corsi di subacquea, ma solo al proprio personale e utilizzando le proprie attrezzature. Non era quindi disponibile alcun corso aperto al pubblico "civile". I primi corsi vennero iniziati nel 1953 dal Capitano Trevor Hampton nella prima scuola britannica, il British Underwater Centre. I primi corsi nacquero come insegnamenti amatoriali all'interno di club, come in organizzazioni quali la FIPSAS dal 1949, la BSAC dal 1953, la YMCA nel 1959 o la FIAS nel 1970. I primi istruttori professionisti furono quelli della NAUI nel 1959, e in seguito quelli della PADI nel 1966.
Oggi le didattiche sono aumentate di numero, restando comunque sempre legate alle norme internazionalmente riconosciute; molte di queste hanno solo uno scopo commerciale, altre esclusivamente sportivo.
Nel settore delle attività subacquee grosso rilievo ha il DAN, un'organizzazione professionale che si occupa di ricerca, medicina subacquea, gestione delle emergenze e assicurazioni sia per sub sportivi che professionisti come istruttori e guide subacquee.

## La subacquea oggi
L'ulteriore sviluppo delle tecnologie subacquee hanno ridotto i costi dei corsi di subacquea, consentendo a questo sport di diventare molto più popolare e dando il via a molti diving center in località marittime o vicino a laghi/fiumi che possono offrire attrezzatura, supporto tecnico e corsi.
Nelle zone tropicali e sub-tropicali vi è un ampio mercato relativo alle immersioni subacquee durante il periodo vacanziero; molte persone durante i loro viaggi praticano la subacquea, e solo raramente lo fanno negli altri periodi dell'anno.
Le immersioni tecniche e l'uso di rebreather sono aumentati, in particolare nelle aree del mondo in cui è possibile trovare relitti a profondità considerevoli. In generale l'immersione sportiva è limitata ad un massimo di 30-40 metri, oltre i quali si ha la necessità di utilizzare attrezzatura specifica per l'immersione tecnica.

### Didattica
C'è un certo livello di confusione riguardo al livello della didattica e l'esperienza necessaria per qualificare un subacqueo. Nella maggior parte dei programmi introduttivi un sub può ottenere un brevetto con poche - 4 o 5 - immersioni in mare aperto. Questo tipo di certificazione consente al sub di noleggiare l'attrezzatura e immergersi senza alcuna supervisione, a parte l'obbligo di immergersi in coppia. Molti criticano il fatto che 5 immersioni non sono sufficienti a preparare un sub ad affrontare tale responsabilità, e che bisognerebbe forse alzare il numero minimo richiesto; la risposta di alcune organizzazioni è che gli studenti sono avvisati di immergersi sempre accompagnati da un sub esperto.

### Abitudinari e "Vacanzieri"
Si vede spesso una netta distinzione tra sub abituali, che si immergono durante tutto l'anno, e sub "vacanzieri", che praticano la subacquea soltanto durante le vacanze. Si osserva talvolta una certa tensione tra questi due gruppi, in quanto i "vacanzieri" hanno spesso meno esperienza, anche se certificati a buon livello, e hanno poco affinità con l'ambiente marino. L'incoraggiamento che spesso viene fatto a questi è di cercare quanto più possibile di legarsi ad un diving center, cercando così di trovare più occasioni di immersione e ridurre, in questo modo, il rischio di incidenti.

## Specialità
Vi sono molte attività subacquee che richiedono un ulteriore addestramento oltre a quello fornito nei corsi iniziali:
- immersione profonda (si considerano[1] immersioni profonde quelle praticate tra 30 e 40 metri di profondità)
- immersione in grotta
- immersione in ghiaccio
- immersione in quota
- riconoscimento delle forme di vita marine (biologia marina)
- archeologia subacquea
- immersione notturna
- snorkeling
- fotografia subacquea
- ricerca e recupero
- immersione in relitto

Enti come ANIS, la BSAC, CMAS, FIPSAS, FIAS, NAUI, PADI, CEDIP-SIAS, Professional Scuba Schools (PSS), SSI e SNSI offrono corsi specifici per queste specialità e corsi per muoversi verso l'immersione tecnica e l'immersione professionale.